# Kruegerflap

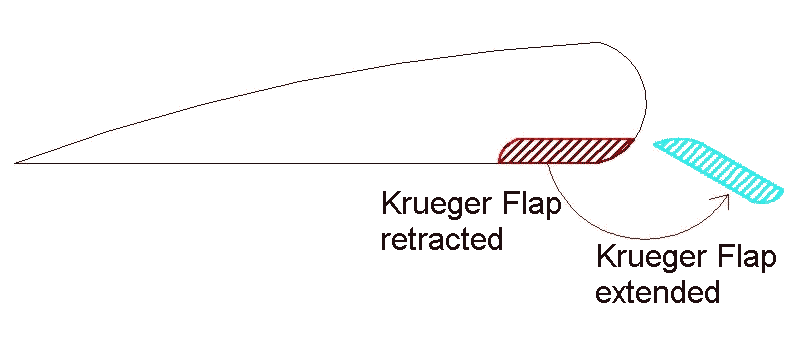
Kruegerflap

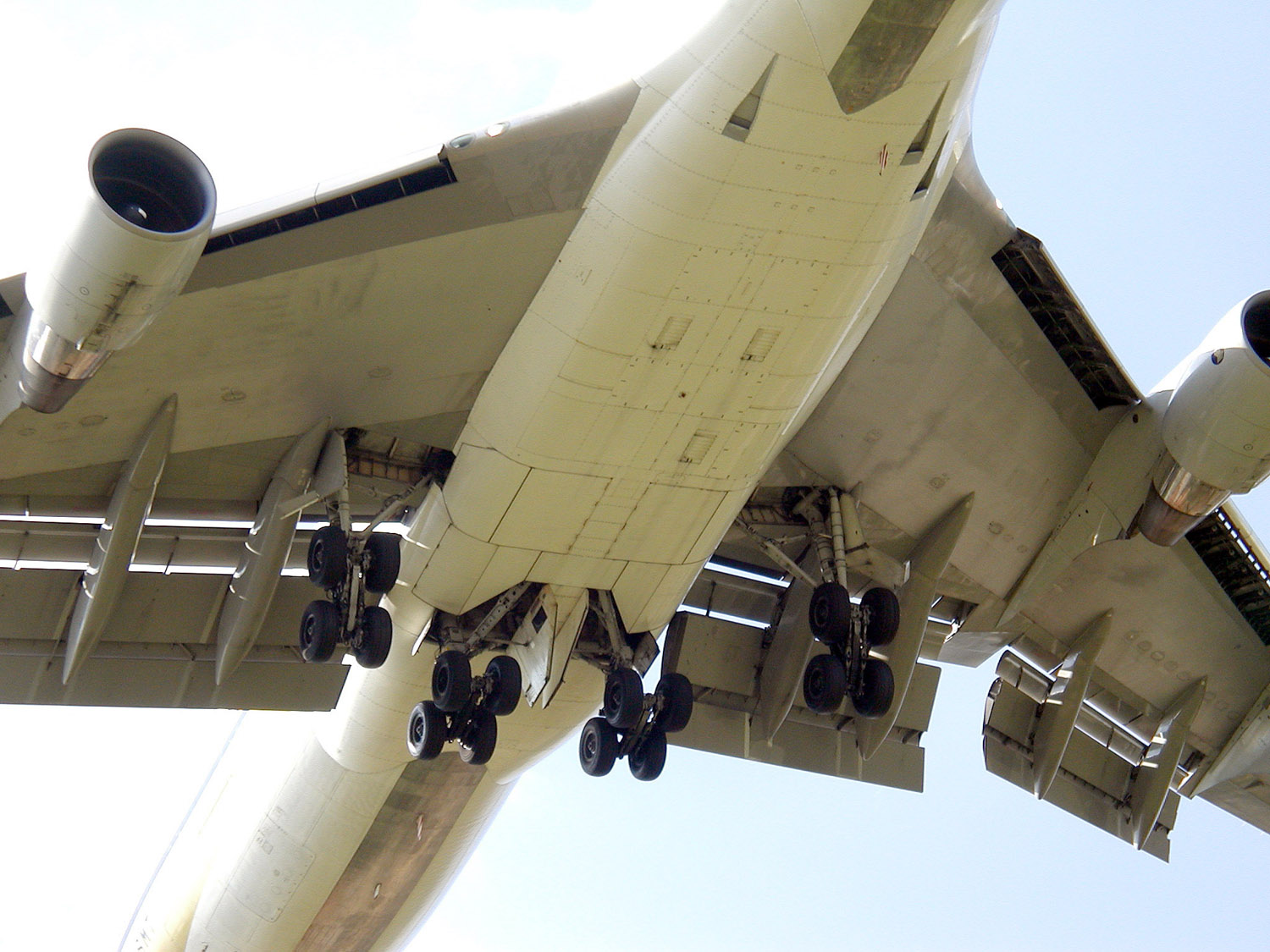
Boeing 747 in landingsconfiguratie: kruegerflaps aan de voorzijde en welvingskleppen aan de achterzijde van de vleugel uitgeklapt

Een kruegerflap of kruegerklep is een speciaal soort welvingsklep aan de vleugel van een groot vliegtuig.
Het is een zogenoemde leading edge flap: een welvingsklep aan de voorzijde van de vleugel. Een kruegerflap onderscheidt zich van slats doordat hij niet naar buiten schuift maar naar buiten draait om een scharnierpunt in de vleugelrand. Het naar buiten draaien van de kruegerflaps gebeurt bij de start en de landing om het stromingspatroon zodanig te wijzigen dat de maximale Cl-waarde (liftcoëfficiënt) wordt verhoogd en het vliegtuig met een lagere snelheid kan vliegen zonder overtrokken te raken.
Kruegerflaps worden alleen bij grote vliegtuigen toegepast, zoals bij een Boeing 747. Bij uitslag veroorzaken deze welvingskleppen een 'nose-up'-moment. Het vliegtuig wil dus een grotere invalshoek aannemen.
De kruegerflap is genoemd naar de Duitse ingenieur Werner Krueger die hem in 1943 uitvond.